# 赫尔曼·菲舍尔 (德国建筑师)
赫尔曼·菲舍尔（德語：Hermann Fischer，1884年4月6日—1962年7月18日），德国建筑师，津浦铁路济南车站的设计者。

## 生平
1884年4月6日，赫尔曼·菲舍尔出生于德国罗斯拉，曾就读于希尔德堡豪森大学，毕业后成为一名建筑师。1908年，赫尔曼·费舍尔通过西伯利亚铁路抵達中国，并在山东济南任职。1909年至1913年期间，他受中德两国政府委托参与了胶济铁路的建设，1908年至1914年間則投入津浦鐵路的興建工程，并主持设计了津浦铁路济南车站，於1912年使該站完工。因此，中国政府在1914年授予他七等嘉禾奖章。此外，津浦铁路局济南机器厂的道格米里办公大楼也是出自他的设计。1910年，菲舍尔夫妻在济南修建住宅。1914年，菲舍尔离开济南前往法国。1926年，他移民菲律宾马尼拉，1962年7月18日在马尼拉去世。

## 家庭
赫尔曼·菲舍尔的妻子阿斯塔（Asta）是其駐华工作期间的同事阿图尔·加布勒-贡贝特（Arthur Gabler-Gumbert）的妹妹，比赫尔曼小7岁，两人在阿斯塔到中国探望哥哥时相识。赫尔曼·费舍尔在长城上向阿斯塔求婚，两人于1910年11月1日在青岛的一家教堂结婚，婚后曾在北京生活过。1928年阿斯塔随丈夫移居菲律宾，1971年回到德国，1977年在德国去世。
夫妻二人育有三子：
- 长子赫伯特·菲舍尔于1911年2月16日诞生在济南；
- 二儿子维尔纳·费舍尔与儿媳乌尔苏拉·韦伯（Ursula Weber）在上海相识结婚，乌尔苏拉出生于中国，随费舍尔一家迁往菲律宾马尼拉之前一直在上海生活[5]。
  - 孙女西维亚出生在菲律宾，15岁时回到德国[6]。
- 小儿子生于1918年8月27日，二战期间在菲律宾巴丹被日本人杀害[1]。

## 纪念
2012年12月5日，由山东建筑大学、济南市档案局（馆）、《老照片》编辑部等单位联合主办的“菲舍尔与济南老火车站暨山东建筑大学传承建筑历史文化实践”图片展在山东建筑大学图书馆一层大厅正式开展，展出了大量由菲舍尔孙女西维亚提供的记录赫尔曼·菲舍尔家族在济南工作、生活时的照片，赫尔曼·菲舍尔孙女西维亚·弗里德里希米德夫妇应邀出席展览并剪彩。